# Фридрих Дитрих Кемерер фон Вормс-Далберг
Фридрих Дитрих Кемерер фон Вормс-Далберг (на немски: Friedrich Dietrich Kämmerer von Worms, Freiherr von Dalberg; * ок. 1637/1645; † 7 юли 1712 в Майнц) е немски благородник от фамилията „кемерер на Вормс“, фрайхер на Далберг при Бад Кройцнах, съветник в Курфюрство Майнц, вицедом в Майнц и съдия в дворцовия съд в Майнц.
Той е син на фрайхер Волфганг Хартман Кемерер фон Вормс-Далберг († 1654) и съпругата му Мария Ехтер фон Меспелбрун († 1663), дъщеря на Йохан Дитрих Ехтер фон Меспелбрун († 1628) и Анна Катарина фон Далберг (* 1596/1599/1600), дъщеря на Волфганг Фридрих фон Далберг († 1621). Внук е на фрайхер Волф Дитрих Кемерер фон Вормс-Далберг († 1618) и Магдалена фон Кронберг († 1616).
Брат му Йохан Филип Екберт фон Далберг (* ок. 1639; † 1692) е от 1667 до 1680 г. домхер в Майнц и от 1671 до 1680 г. домхер във Вюрбург, напуска и става обер-амтман в Бишофсхайм.
Фамилията фон Далберг е издигната 1653 г. на имперски фрайхер от император Фердинанд III.
Фридрих Дитрих Кемерер фон Вормс-Далберг умира на 7 юли 1712 г. в Майнц и е погребан в доминиканската църква в Майнц.

## Фамилия
Фридрих Дитрих Кемерер фон Вормс-Далберг се жени 1667 г. за фрайин Мария Клара фон Шьонборн (* 26 септември 1647; † 25 август 1716 в Майнц), дъщеря на фрайхер Филип Ервайн фон Шьонборн (1607 – 1668) и Мария Урсула фон Грайфенклау-Фолрадс (1612 – 1682). Те имат една дъщеря:
- Мария Урсула Кемерер фон Вормс-Далберг (* 1676 или ок. 1678; † 30 януари 1730 във Вецлар или 1738), омъжена 1697 г. за фрайхер Йохан Каспар фон Бикен цум Хайн (* 1662, Ерфурт; † 24 февруари 1717, Таубербишофсхайм) / или омъжена ок. 1700 г. за Франц Адолф Дитрих фон Ингелхайм (* ок. 1655; † 15 септември 1742), син на Филип Лудвиг фон Ингелхайм (1627 – 1659) и Мария Отилия Ехтер (* ок. 1628)